# Carl Ludvig Godske
Carl Ludvig Schreiner Godske (20 mai 1906 - 3 juillet 1970) est un mathématicien et météorologue norvégien né à Bindal. Il est membre de l'École de météorologie de Bergen à partir de 1938 et est nommé professeur titulaire à l'université de Bergen en 1946. Ses travaux ont surtout portés sur les problèmes hydrodynamiques et il est un pionnier de la recherche en météorologie agricole en créant un réseau de stations pour mesurer le bilan de chaleur.

## Biographie
Carl Godske obtient son diplôme d'études secondaires à Stavanger en 1924, puis étudie les sciences et passe son doctorat à l'Université d'Oslo en 1934. En parallèle, il est assistant de recherche de Wilhelm Bjerknes, fondateur de la prévision météorologique moderne, dès 1929 et devient un de ses principaux associés à l'École de météorologie de Bergen en dynamique de l'atmosphère et en prévisions météorologiques. Il poursuit en mathématiques avec Richard von Mises à Istanbul en 1935 et les professeurs Fric et Villate à Paris entre 1936 et 1938. Il fait également des recherches sur le rayonnement et de la turbulence atmosphérique avec le professeur Brown à Londres.
Carl Godske revient à Bergen à l'automne 1938 comme chercheur. Lorsque le professeur Jacob Bjerknes de l'Institut de géophysique émigre aux États-Unis 1940 à cause de la Seconde Guerre mondiale, Godske est nommé à sa place. En 1946, il devient professeur à l'Université de Bergen où il travaille sur la mesure du rayonnement atmosphérique. Outre ses tâches régulières à l'université, il travaille au début des années 1950 en mathématiques appliquées. Il est ainsi un des pionniers de l'utilisation des ordinateurs en Norvège et fonde en 1958 la société EMMA (Mathématiques et machines électroniques). Il utilise aussi l'informatique de l'université dans ses recherches en météorologie statistique.

## Notoriété
Carl Godske écrit de nombreux ouvrages dont « Dynamic Meteorology and Weather Forecasting » en 1957. Malgré d'importantes innovations au cours des années, ce livre est encore l'une des œuvres les plus importantes en météorologie dynamique et en hydrodynamique.
Il est membre de l'Académie norvégienne des sciences et des lettres à partir de 1937 et président du conseil de la Société norvégienne de géophysique en 1956-57. Il est décoré Chevalier première classe de l'Ordre de Saint-Olaf en 1967. Il fait beaucoup pour la promotion des sciences auprès des jeunes en Norvège, organisant même des camps d'études.